# Bedřich Moldan

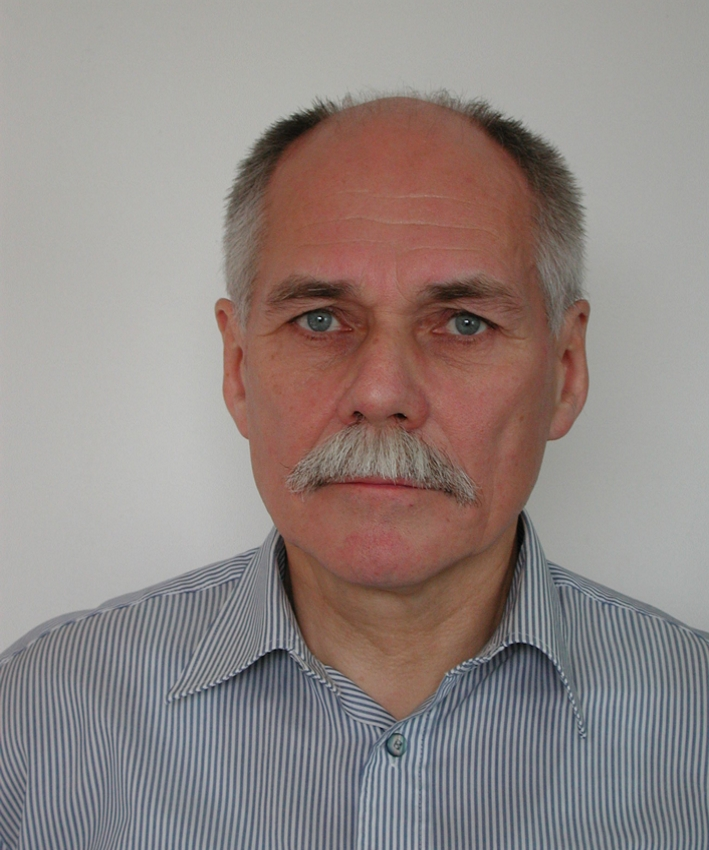
Bedřich Moldan, vor 2005

Bedřich Moldan (* 15. August 1935 in Prag) ist ein tschechischer Geochemiker, Umweltschützer, Journalist und Politiker.
Er spielte eine bedeutende Rolle in der Entwicklung der tschechischen Umweltgesetzgebung nach 1989. Von 1990 bis 1991 war er der erste tschechische Umweltminister.
Moldan ist Professor für Umweltwissenschaften sowie Gründer und Direktor des Umweltcenters der Karlsuniversität.